# Élisabeth Lebovici
Élisabeth Lebovici (1953) es una historiadora, periodista y crítica de arte francesa.

## Biografía
Lebovici realizó sus estudios en París y Nueva York, donde se matriculó en el Programa de Estudio Independiente del Museo Whitney de Arte Americano. En 1983, defendió su tesis L'Argent dans le discours des artistes américains, 1980-81 (El dinero en el discurso de los artistas estadounidenses, 1980-81) en la Universidad de París X Nanterre. 
En 1991, comenzó a trabajar en el periódico francés Libération, donde estuvo hasta 2006. Anteriormente fue editora en jefe  de la revista Beaux Arts (Bellas Artes) y contribuyó también a la revista art press. Desde 2006, es co-organizadora del seminario "Something you should know:  artistes et producteurs" ("Algo que usted debe saber: artistas y productores") en la Escuela de Estudios Avanzados de Ciencias Sociales de París. 
Está particularmente interesada en estudiar género y sexualidad, y se dedica a examinar las relaciones entre feminismo, teoría queer, historia del arte y arte contemporáneo. 
Élisabeth Lebovici es autora de numerosos estudios monográficos sobre artistas contemporáneos y enseña en la Escuela de Estudios Avanzados en Ciencias Sociales. También es defensora de los derechos LGBT. 